# USS 새러토가 (CV-3)
USS 사라토가 (CV-3)(영어: USS Saratoga)는 미 해군의 항공모함이다. 렉싱턴급 항공모함의 2번째 함선이다. 미 해군에 대해 사라토가의 이름을 계승한 함으로서는 5번째에 해당한다. 애칭으로 "시스터 사라"로 불리기도 했다.
태평양 전쟁이 발발했을 때부터 전쟁에 참가한 후 살아남은 항모 3척 중에서 그 중 하나로, 사라토가는 7개의 훈장을 받고, 1946년 퇴역했다. 17년간, 사라토가에는 98,579 기의 항공기가 착륙해 최다 착함 기록을 가지고 있다.

## 함력
사라토가는 1920년 9월 25일, 뉴저지주 캠던의 뉴욕 조선소에서 렉싱턴급 순양전함의 3번함으로서 기공되었다. 그러나, 워싱턴 조약에 의한 전함 보유 제한으로 1922년 7월 1일에 항공모함으로 함급이 변경되었다. 1925년 4월 7일, 커티스 D. 윌버 해군성 장관의 부인의 후원으로 진수되어, 1927년 11월 16일에 초대 함장 해리 어빈 야넬 대령의 지휘 아래 취역했다.
취역 후, 1928년 1월 6일에 필라델피아에서 함재기를 탐재했다. 1월 27일, 실험을 겸해 비행선으로부터 연료를 공급받고, 파나마 운하를 통과하여 태평양으로 향해, 2월 14일 니카라과에 해병대를 수송했다. 2월 21일에는 로스앤젤레스, 샌디에이고의 산페드로 베이를 거점으로 하는 전투 함대에 합류했다.
워싱턴주 브레머턴의 퓨제트 사운드 해군 조선소와 샌디에이고에서 정비 및 훈련을 하고 있었지만, 1932년, 만주사변이 일어난 다음 해에 하와이로 이동해, 다시 훈련에 착수했다. 1941년 1월 6일, 근대화 장비로 바꾸기 위해 브레마톤으로 돌아왔다가, 일본과의 관계로 인해 하와이로 수 번을 왕래했다.

### 미드웨이 해전
1941년 12월 7일, 일본군이 진주만을 공격했을 때, 사라토가는 샌디에이고에서 정비 중이었지만, 태평양에 항공모함은 렉싱턴과 엔터프라이즈 밖에 없었기 때문에 12월 15일, 급히 웨이크섬을향해 이동했다. 그러나, 웨이크섬에는 일본군이 상륙했기 때문에, 12월 22일 웨이크섬의 지원을 중지했다. 그리고 다음 날, 웨이크섬의 수비대는 항복했다.
1942년 1월 12일, 엔터프라이즈와 합류하기 위해 하와이에서 출항했지만, 일본의 잠수함 I-6의 공격을 받아 수리를 위해 브레마톤으로 돌아왔다. 거기서 8인치 함포를 5인치 함포로 교체했다. 5월 22일, 브레마톤에서 샌디에이고를 향하고 3일만에 도착했다. 그 때 사라토가의 항공대는 갑판에 없었기 때문에 작전을 수행하지 못하고, 새로운 항공대와 훈련했다. 한편, 사라토가의 항공대는 항모 요크타운에 탑재되고, 1942년 6월, 미드웨이 해전에서 활약했다.
6월 6일, 사라토가는 진주만에 도착했지만 항공대의 보충은 완료되지 않았다. 원래는 알류산 열도로 침공해 온 일본군에 대해서 반격도 계획되었지만 중지되어 6월 13일 진주만으로 귀항했다. 사라토가는 6월 22일과 29일, 미드웨이섬에 항공기를 수송하는 등 지원 활동에도 기여했다.

### 반격
미 해군의 항공모함 호넷은 항공대를 훈련시키기 위해 이탈하고, 사라토가와 항공 모함 와스프는 전열에 참가했다. 1942년 7월 7일, 미군은 솔로몬 제도에서 반격을 가하기 위해, 사라토가가 진주만을 출항해 피지에 도착했다. 그리고 8월에는 과달카날에서 전투가 시작되었다. 사라토가는 제 2차 솔로몬 해전에서 일본의 항공 모함, 류조를 격침시키지만, 또 다시 잠수함의 공격을 받았다. 31일에 잠수함 I-26이 발사한 어뢰로 행동 불능에 빠져, 중순양함 미니애폴리스에 예항 되어 통가의 통가타푸섬으로 후퇴했다. 9월 2일부터 6일간 이루어진 응급수리로, 다시 속도가 10 노트까지 상승해, 9월 21일에 진주만에 귀항했다.
1942년 11월 10일, 사라토가는 수리가 완료되어, 다시 남태평양으로 출격했다. 12월 5일, 피지를 경유해 뉴칼레도니아의 누메아에 도착한 사라토가는 약 1개월간, 소규모의 방어 작전을 수행했다. 미군은 길버트 제도 점령을 위해 작전을 준비하고 있었기 때문에, 솔로몬 제도쪽의 정규 항공 모함은 사라토가 1척 밖에 없었다. 1943년 10월 20일, 부건빌섬의 공략을 위해 셔먼 소장의 지휘 아래에서 사라트가는 경항공 모함, 프린스턴과 제38임무 부대를 형성, 11월 1일에 뉴기니의 브나를 공격하고, 11월 5일에는 라바울을 공습 해 일본 해군의 순양함에 타격을 주었다. 태평양 전쟁 중에 이런 연속적인 공격이 사라토가 최대의 활약이었다.

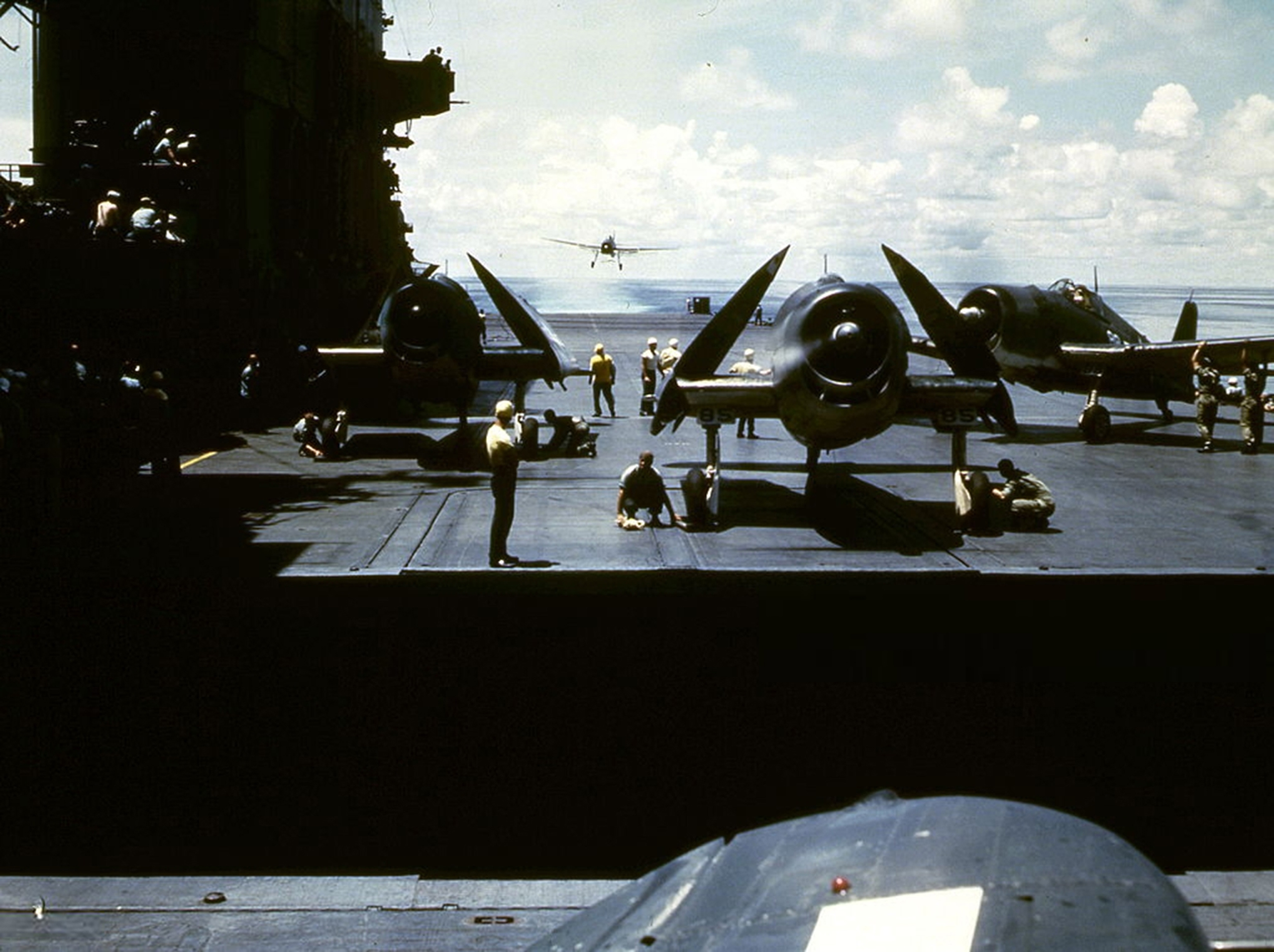
F6F 전투기가 탑재된 사라토가

11월 19일, 사라토가와 프린스턴은 나우루를 공격한 후, 마킨섬, 타라와에 육상 부대를 수송해, 11월 23일에 길버트 제도를 점령하고 사라토가와 프린스턴은 타라와에 집결해 방어를 준비했다. 그 후, 11월 30일에 사라토가는 전열에서 이탈해, 1943년 12월 9일부터 이듬해 1월 3일에 걸쳐 샌프란시스코에서 오버홀을 실시하여, 40mm 기관포 등 대공 무기를 늘렸다.
1944년 1월 7일, 사라토가는 진주만에 도착해, 간단한 훈련을 한 후, 경항공 모함, 랭글리, 프린스턴과 함께 1월 19일에 진주만을 출격 해 마셜 제도를 공격하는 지원군에 투입되었다. 1월 29일부터 3일간 여러 섬을 공격하고, 2월 28일까지 방어진을 구축했다.
3월 4일, 사라토가는 3척의 구축함에 호위를 받아 마주로를 출발해, 에스피리토 산토, 오스트레일리아의 호바트, 타즈메이니아, 프리맨틀을 경유해 태평양에서 인도양을 항해하며 전투가 참가했다. 3월 27일, 해상에서 항공 모함일러스트리어스, 전함 4척 등의 영국 해군 함대와 합류, 31일에 실론섬에 도착했다. 정비 후, 4월 16일, 트린코말리로 출격 해 19일에 2척의 항공 모함은 수마트라섬 북서단을 공격하여 항만 시설과 석유 비축 시설에 공격을 실시했다. 같은 방법으로 5월 17일에 자와섬의 스라바야를 공격 하고, 그 후, 본국으로 귀환했다.

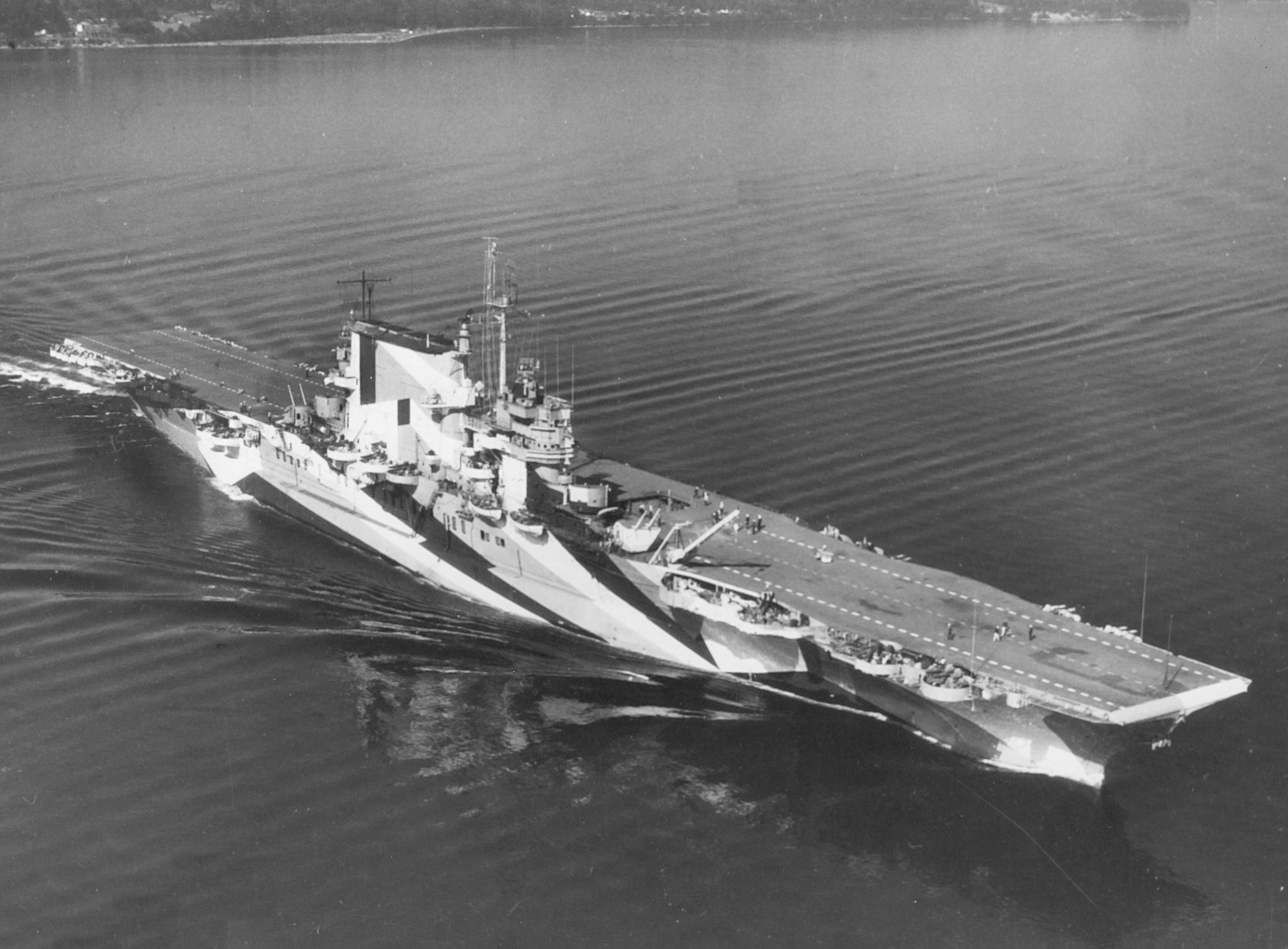
1944년, 퓨제트 사운드의 사라토가

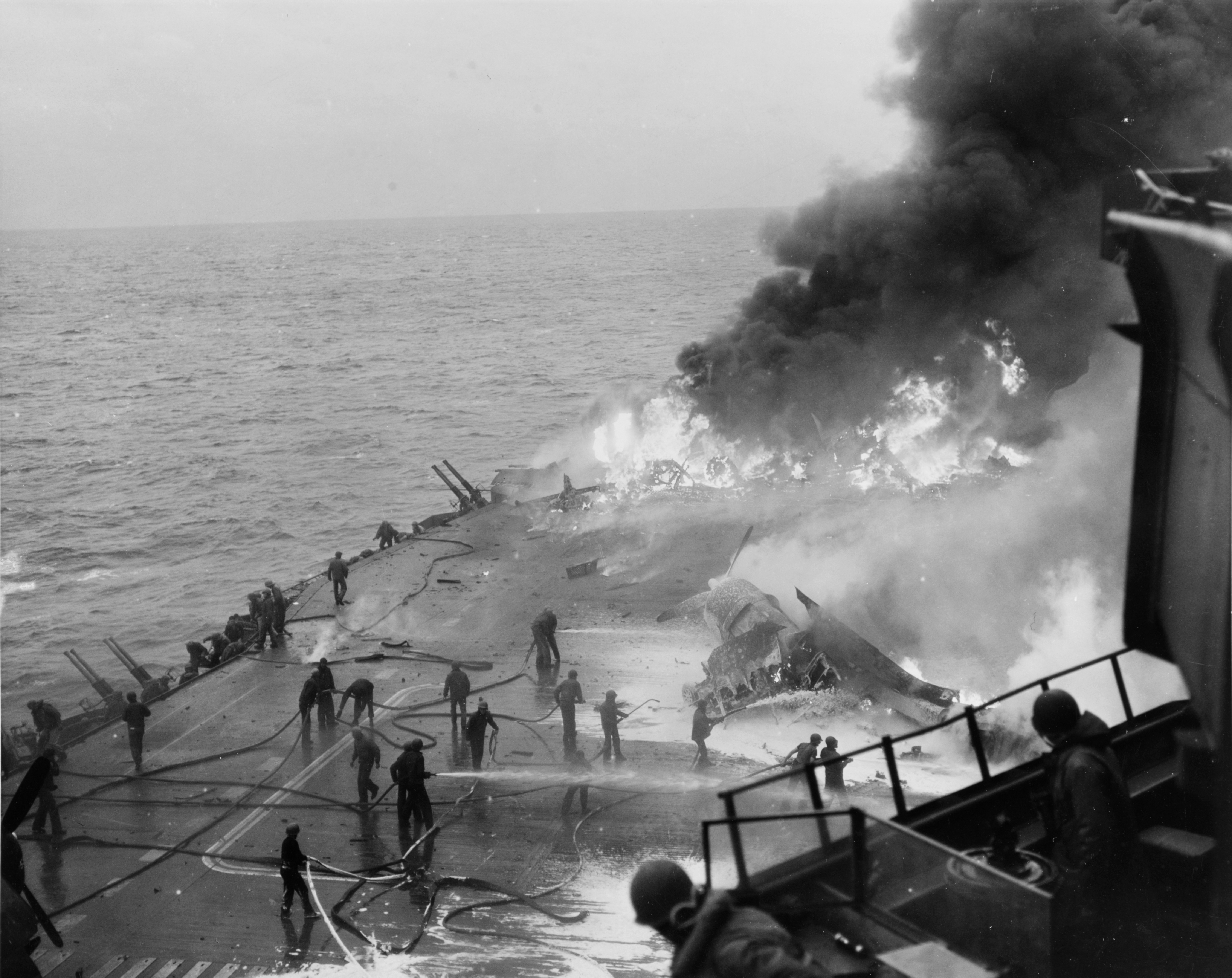
1945년, 공격 받은 사라토가

### 종전직전
1944년 6월 10일, 사라토가는 브레마톤에 도착해, 여름 동안 정비를 실시했다. 8월, 제11 수송 항공군이 편성되어 사라토가는 9월 24일에 진주만으로 돌아와, 야간 전투기대와의 훈련을 실시했다. 그러나, 1945년 1월 29일, 사라토가는 이오지마 전투에 참가하게 되어, 진주만으로부터 출항했다. 사라토가는 2월 7일, 울이티에 도착해 기동대에 배속됐다.
기동대는 이오지마 상륙에 앞서 2월 16일과 17일의 밤에 일본 본토를 공격했다. 1945년 2월 21일, 사라토가는 이오지마의 야간 방어와 지치지마섬의 야간 공격 때문에, 구축함 3척만을 동반하고 기동대를 이탈했을 때, 일본의 가미카제의 공격을 받아 대파했다. 사라토가는 에니웨톡을 경유하여 브레마톤에 도착해 수리를 실시했다. 5월 22일에 수리가 완료되고, 퓨제트·사운드 조선소를 출발해 6월 3일에 진주만에 돌아와, 다시 항공대의 훈련에 가세했다. 그 후, 일본이 항복했기 때문에, 9월 6일에 훈련을 중지하고, 미국 본토로 돌아오는 병사들을 수송했다.

### 전쟁 종결 후

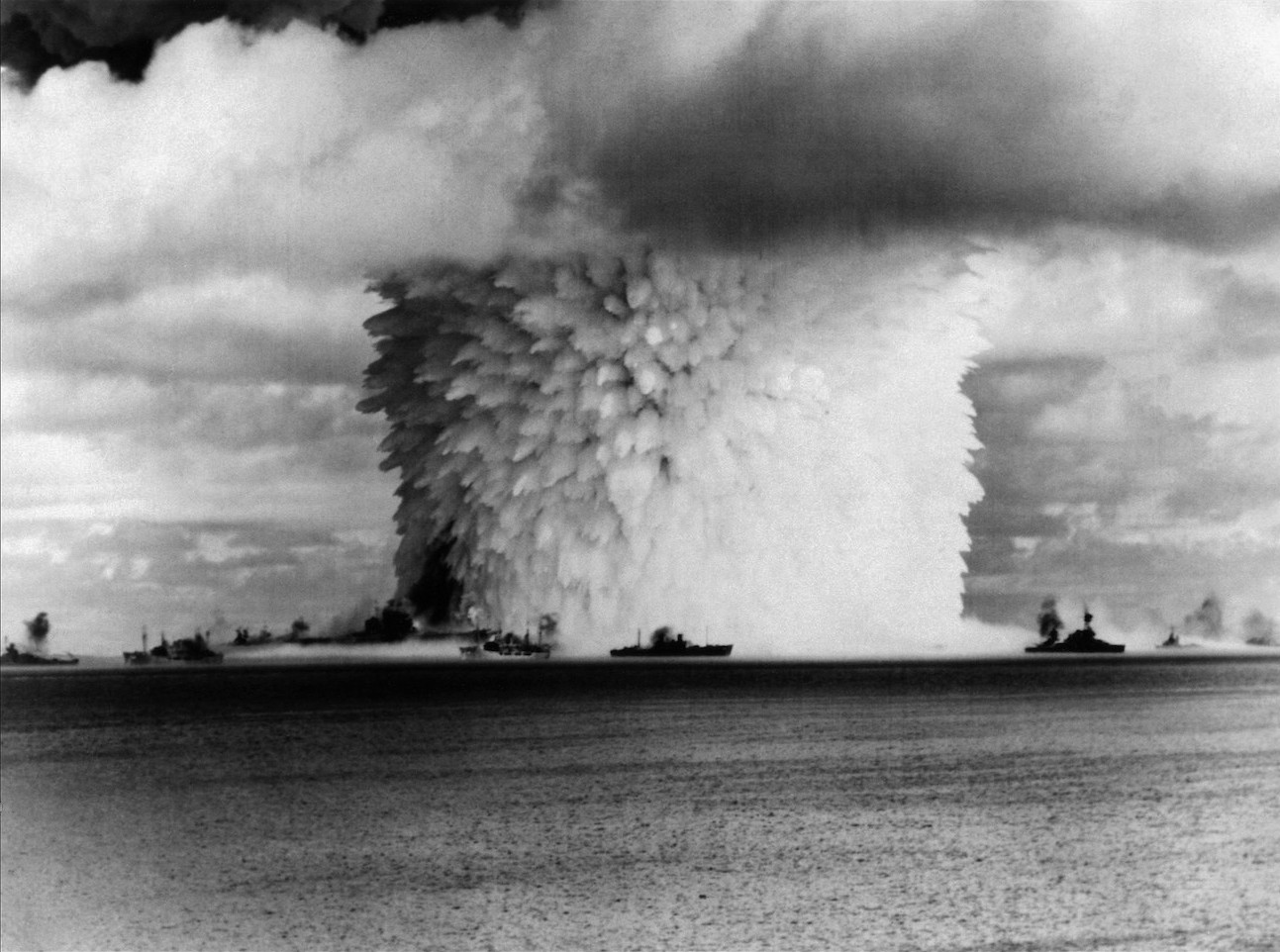
1946년 7월 25일, 「베이커 실험」의 핵폭탄의 수중 폭발 사진 중앙의 함이 사라토가

사라토가 많은 전투를 치르고도 제2차 세계대전에서 살아남은 미 해군의 항공 모함 3척중 1척이었다. 종전 후에는 연습 항공 모함으로서 계속 운용할 계획이 있었지만, 전쟁 중에 신식 항공모함이 다수 취역했기 때문에, 구식인 사라토가는 예비함으로서의 보관도 되지 않은 채 퇴역을 시키기로 결정했다. 기념함으로 남기고자 하려는 움직임도 있었지만 예산 문제로 인해 폐함이 결정되었다.
사라토가는 1946년에 행해진 비키니 환초에서 이루어진 핵실험의 표적함으로 사용되었다. 7월 1일의 「에이블」실험에서는 선체에 약간의 손상을 입었지만, 7월 25일의 「베이커」실험으로 함체에 치명적인 손상을 입어, 사라토가는 7시간 후에 침몰했다. 전체적으로 원형을 충분히 보존하고 있었기 때문에, 후에 핵폭발에 의한 손상을 자세하게 연구할 계획이었지만, 방사선 피폭의 위험성으로 인해 인양은 중지되어 1946년 8월 15일, 정식으로 제적되었다.